# Restoration of Order in Ireland Act 1920
Restoration of Order in Ireland Act 1920 (en anglais : Loi sur la restauration de l'ordre en Irlande) est une loi du parlement britannique passée le 9 août 1920 pour répondre à l'effondrement de l'administration civile britannique en Irlande pendant la guerre d'indépendance irlandaise.
Il s'agit en fait d'une extension spéciale de la Defence of the Realm Act 1914 (en anglais : Loi de 1914 sur la défense du royaume), son but est d’accroître les condamnations des rebelles nationalistes irlandais tout en évitant de déclarer la loi martiale. La loi est signée le 13 août.
Le projet de loi prévoit le remplacement de procès devant jury par des cours martiales dans les zones où l'activité de l'IRA est répandue et une nouvelle extension de la compétence des cours martiales, incluant les infractions passibles de la peine de mort. En outre, des tribunaux d’enquête militaires doivent remplacer les personnels de l'administration réalisant préalablement les enquêtes.
Au début, le nombre de condamnations augmente régulièrement pour atteindre 50 à 60 par semaine, ce qui entraînent une augmentation des internements, mais aussi un grand nombre de personnes « en fuite ». Cependant, ces hommes ne peuvent plus continuer leur travail quotidien tout en poursuivant leurs activités de guérilla. Cela a permis à l'IRA de changer d'approche. Elle constitue  des  petites unités mobiles, ou unités de service actif, plus adaptées aux embuscades de patrouilles et de convois que les attaques contre des individus et des casernes comme auparavant.
Le 10 décembre 1920, la loi martiale est proclamée dans les comtés de Cork, Kerry, Limerick et Tipperary. En janvier 1921, la loi martiale est étendue à Clare et à Waterford.
Malgré son nom, les tribunaux sont d’avis que cette loi s’applique également en Angleterre. À la suite de la création de l'État libre d'Irlande, lorsque la loi est abrogée implicitement, elle est toujours utilisée pour expulser d'anciens membres de l'Irish Self-Determination League en Irlande.